# Isbrytare

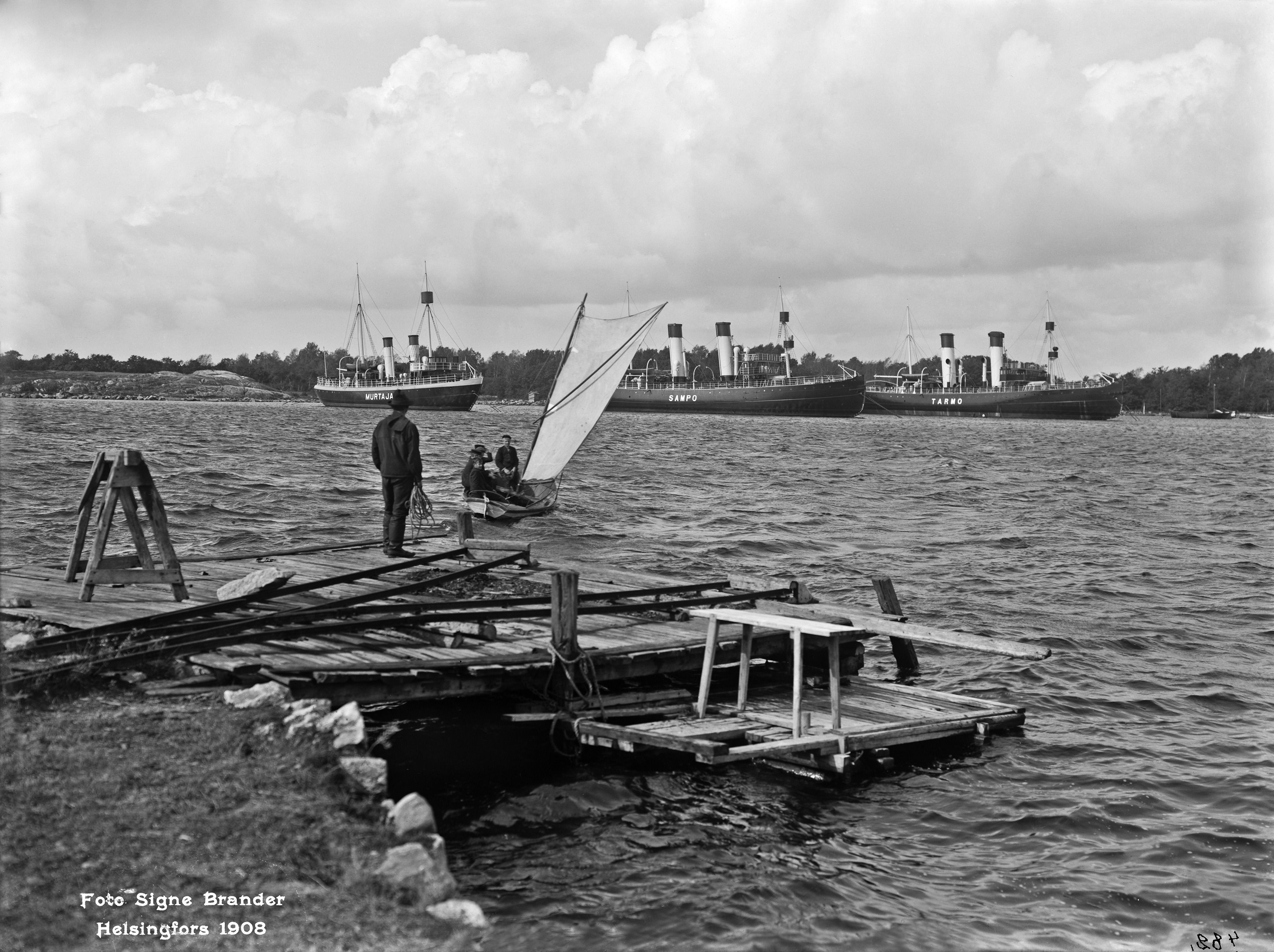
De finländska isbrytarna Murtaja, Sampo och Tarmo i Sandviken i Helsingfors, 1909.
Foto: Signe Brander

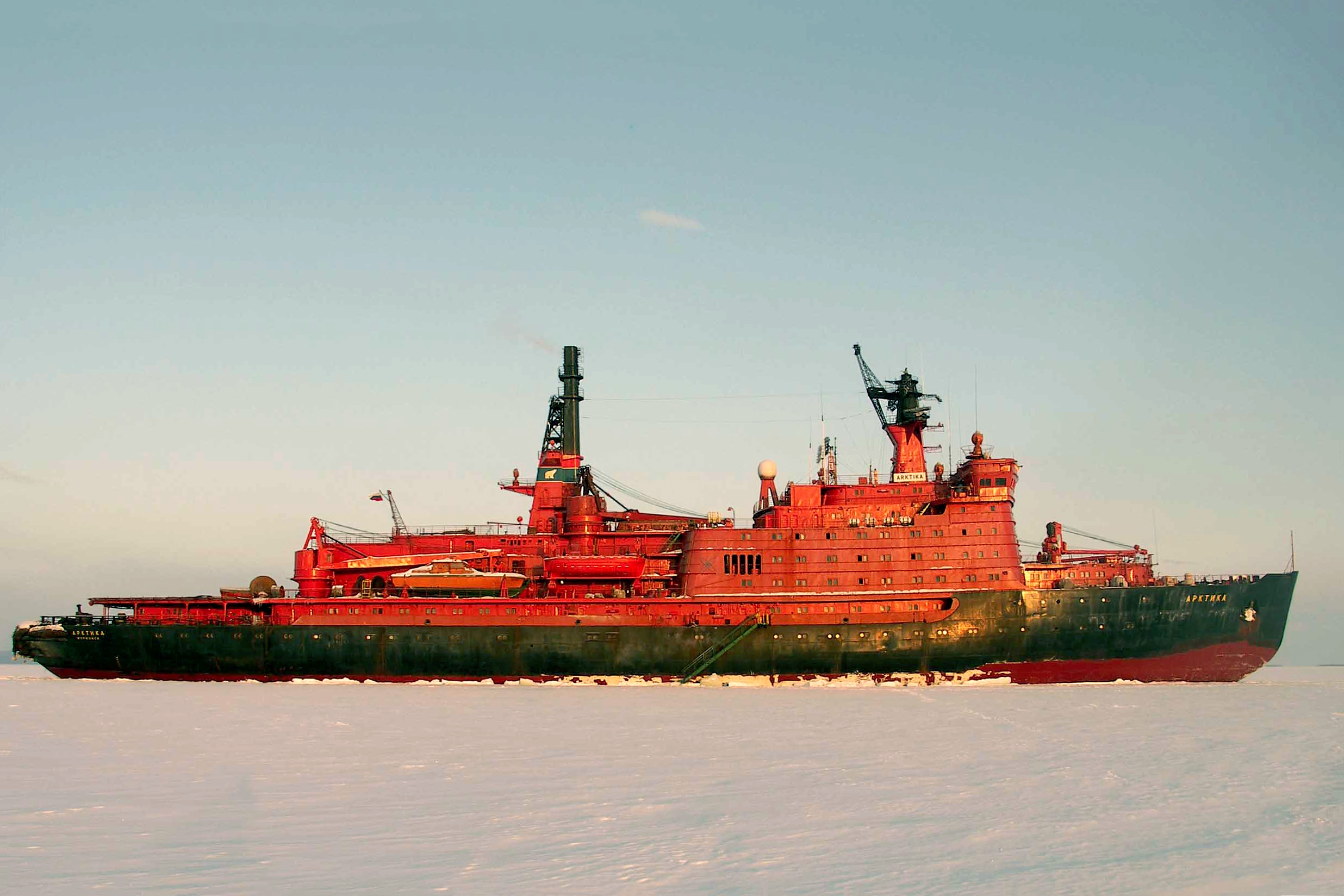
Den ryska kärnkraftsdrivna isbrytaren Arktika.

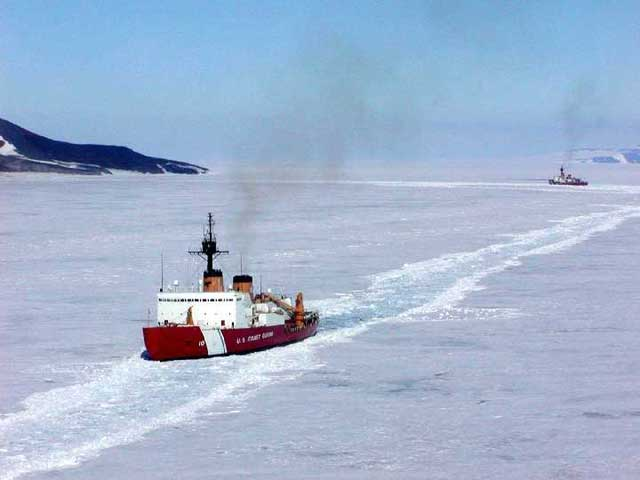
De amerikanska isbrytarna Polar Star och Polar Sea i Antarktis

En isbrytare är ett fartyg som med hjälp av sin skrovkonstruktion och maskinstyrka hjälper andra fartyg att ta sig fram genom istäckta farvatten. Grundprincipen är att fartygen med en kombination av ett starkt skrov och stor maskinstyrka skall kunna bryta isen.

## Historik
När endast segelfartyg trafikerade haven, fanns ingen möjlighet att trafikera istäckta farvatten. Detta medförde att många farvatten blev ofarbara utan att något kunde göras åt det, och fartygen blev hamnliggande när isen lade sig. Under senare delen av 1800-talet blev ångfartyg allt vanligare och när dessa så småningom byggdes av stål hade de kraften och styrkan i skrovet att gå i åtminstone svagare is.
De första isbrytarna byggdes för flodtrafik. En hjulångare med träskrov, City Ice Boat N:o 1 byggdes för att bryta is i Philadelphia 1837. Ångaren Norwich byggdes 1836 för andra ändamål, men blev berömd för sin isbrytarförmåga och fick bli isbrytare på 1840-talet. I Nederländerna användes handelsfartyg som isbrytare på 1850-talet.
Vintern 1871 blev så kall att Hamburgs hamn var tvungen att stänga i 60 dygn på grund av isläggning. Till följd av de förluster detta innebar ansåg man att behovet fanns av något slags fartyg med starkt skrov samt stor maskinstyrka som skulle krossa isen så att de vanliga handelsfartygen skulle kunna komma in i hamnen även under mycket stränga vintrar. En tävling utlystes för att avgöra hur detta fartyg skulle se ut och priset vanns av fartygskonstruktören Ferdinand Steinhaus, vars grundidéer tillämpas än idag. Man behövde en båt med ett starkt skrov och en kraftig maskin, stäven skulle vara sluttande så att massa och kraft samverkar för att bryta isen genom att man kör upp fartyget på isen, vars tyngd sedan bryter sönder den. Det var även lämpligt att fartyget skulle ha ett längd–bredd-förhållande på 4:1 för att minska plana ytor för isen att trycka på.
Resultatet blev ett fartyg med en längd på 40,5 meter, bredd på 9,75 meter och ett djupgående på 4,0 meter som fick namnet Eisbrecher I och användes till att bryta is på floden Elbe. Eftersom hon väl uppfyllde sina uppgifter kom flera fartyg av denna typ att byggas, bland andra Isbrytaren, som den som skulle hålla Göteborgs hamn öppen vintertid kom att heta. Denna typ av isbrytare hade, precis som vanliga fartyg, endast en propeller i aktern. Detta fungerade bra i slät is såsom den i Elbe, men det visade sig att havsis med vallar var svårare att ta sig an. Det fungerade dock bättre om man backade sig igenom vallarna. Än i dag byggs svenska bogserbåtar efter denna isbrytartyp för att kunna fungera som isbrytare i hamnar där det inte är passande att gå in med de stora havsisbrytarna.
I USA fanns en tågfärja som trafikerade en flod, med propeller både för och akter. När isen lade sig i floden, visade sig denna princip vara betydligt bättre för isbrytning än hamburgertypen med propeller endast i aktern.
Den ryska isbrytaren Jermak byggdes 1899 med tre propellrar i aktern och en propeller i fören. Med tiden kom isbrytarna att få allt kraftigare dimensioner och även kraftigare motorer.

## Isbrytning
Trögheten vid gång i is beror inte bara på isen som måste krossas framför fartyget. Friktionen mellan isen och fartygets sidor är en minst lika stor faktor till att fartyg har svårt att ta sig fram.
För att få ut så stor lastkapacitet som möjligt är lastfartyg utformade som skokartonger med platta bottnar och släta, raka sidor. Detta är inte fördelaktigt vid gång i is, eftersom det då finns stora ytor mot vilka friktion kan uppkomma. Det kan även vara direkt förödande om ett fartyg fastnar i isen, ty de enorma krafterna i drivande is kan pressa samman fartygets skrov eller pressa ner fartyget under isen. Isbrytares skrov är därför utformade som ägg, och undviker på så sätt dessa faror; de har mindre sidor och får därmed mindre friktion, och när isen trycker på från sidorna pressas isbrytaren uppåt i stället för nedåt.
För att ytterligare minska friktionen mellan isen och skrovet spolar man vatten längs med isbrytarens sidor så att isen inte kommer i kontakt med skrovet. Detta kan göras på olika sätt: Isbrytare som är utrustade med propellrar i fören använder inte dessa för att öka kraften mot isen, de har i stället som funktion att vattensmörja skrovet. Vid bogsering smörjer akterpropellrarna det assisterade fartygets skrov. En bieffekt med förliga propellrar är att de suger undan vattnet under isen omedelbart framför isbrytaren, vilket gör det lättare att bryta isen.
Nackdelen med propellrar i fören är att effekt som annars hade kunnat användas till framdrift går åt till vattensmörjning. Isbrytare utan förliga propellrar spolar i stället ut vatten eller blåser ut luft i fören för att minska friktionen; systemet med luft kallas luftbubblingssystem. Då kan all effekt användas till framdrivning, men isbrytaren får försämrade manöveregenskaper, framförallt vid backning. Om det assisterade fartyget fastnar måste isbrytaren göra en stor sväng och komma upp bakom för att bryta loss det, medan isbrytare med propellrar i fören snabbt och lätt kan backa upp jämte och lätta på istrycket.

### Isbrytningsassistans

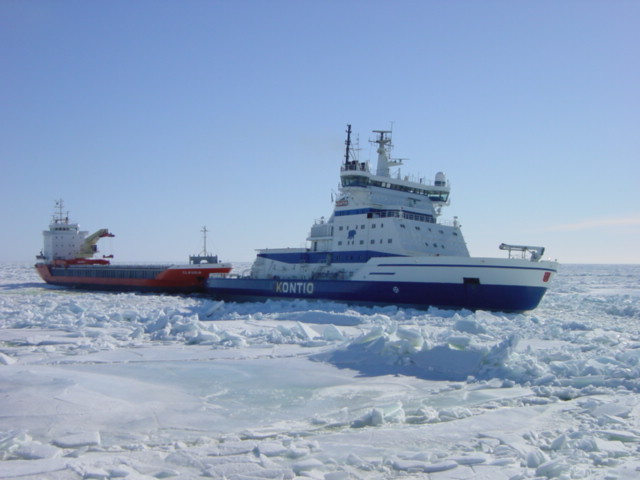
Kontio under bogsering av lastfartyg

En vanlig missuppfattning bland allmänheten är att isbrytare endast behöver bryta upp en ränna som andra fartyg sedan kan gå i. I själva verket är det emellertid så att en ränna endast är öppen under ett kort tag efter att isbrytaren brutit den. Därför måste assisterade fartyg hålla sig nära bakom isbrytaren.
Om flera fartyg skall gå samma väg genom ett område använder man sig av konvojsystem: Isbrytaren beordrar då fartygen att bege sig mot en punkt. När alla fartyg är där kommer isbrytaren och bryter en ränna som fartygen kan följa efter i.

### Bogsering
Vid kraftiga strömmar och/eller vindar kan det hända att isen driver ihop likt ett blixtlås bakom isbrytaren och klämmer fast det assisterade fartyget. Det kan även hända att issörjan blir så tjock bakom isbrytaren att det assisterade fartyget inte orkar följa efter. När bogsering skall utföras kopplas isbrytare och assisterat fartyg samman. När bogseringen påbörjas börjar isbrytaren dra samtidigt som den vid behov ger order till det bogserade fartyget att skjuta på med lagom mycket kraft. I och med att isbrytaren och det assisterade fartyget har spänts samman så hårt kan bogserat fartyg användas som isbrytarens roder: om isbrytaren ger det bogserade fartyget order att gira babord, kommer ekipaget att gira styrbord.

## Lista över isbrytare

### Danska isbrytare

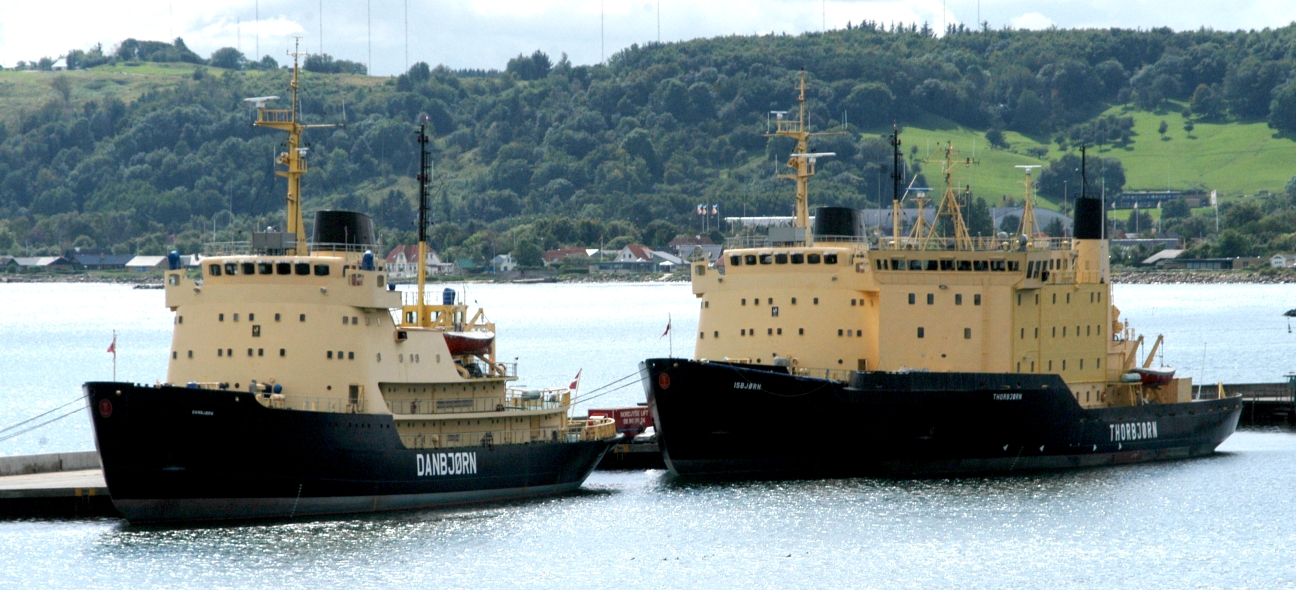
Danbjørn, Isbjørn och Thorbjørn

- Danbjørn
- Isbjørn
- Thorbjørn

### Finländska isbrytare

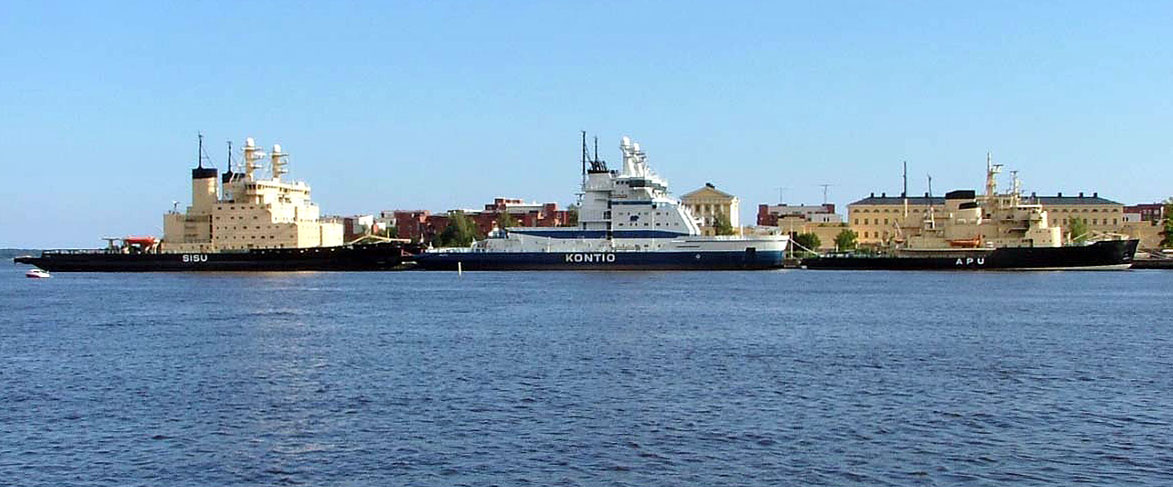
Finländska isbrytare vid Skatudden i Helsingfors. Främre raden från vänster: Sisu, Kontio och Apu. Bakre raden från vänster: Urho, Otso och Voima.

I Finland ligger ansvaret för isbrytning hos Trafikledsverket, som köper isbrytningstjänsterna från Arctia Shipping. Innan det upphörde, skötte Sjöfartsverket isbrytarverksamheten. Finland har mer behov av isbrytare än Sverige, bland annat för att Finlands hamnar har mer trafik än Sveriges Östersjöhamnar (Sveriges största hamnar ligger i sydväst), och att vindarna ofta är västliga vilket blåser is österut. Det finns samarbete mellan Östersjöländerna – se Isbrytning i Sverige#Samarbete runt Östersjön.
- Apu (1899)
- Apu (1970)
- Murtaja (1890)
- Murtaja (1959)
- Karhu
- Voima
- Urho
- Sisu (1939)
- Sisu (1976)
- Hanse
- Otso
- Kontio (1986)
- Fennica
- Nordica
- Botnica
- Sampo (1898)
- Sampo (1960)

### Kanadensiska isbrytare
- Tunga isbrytare 
  - CCGS Louis S. St-Laurent
  - CCGS Terry Fox

- Medeltunga isbrytare

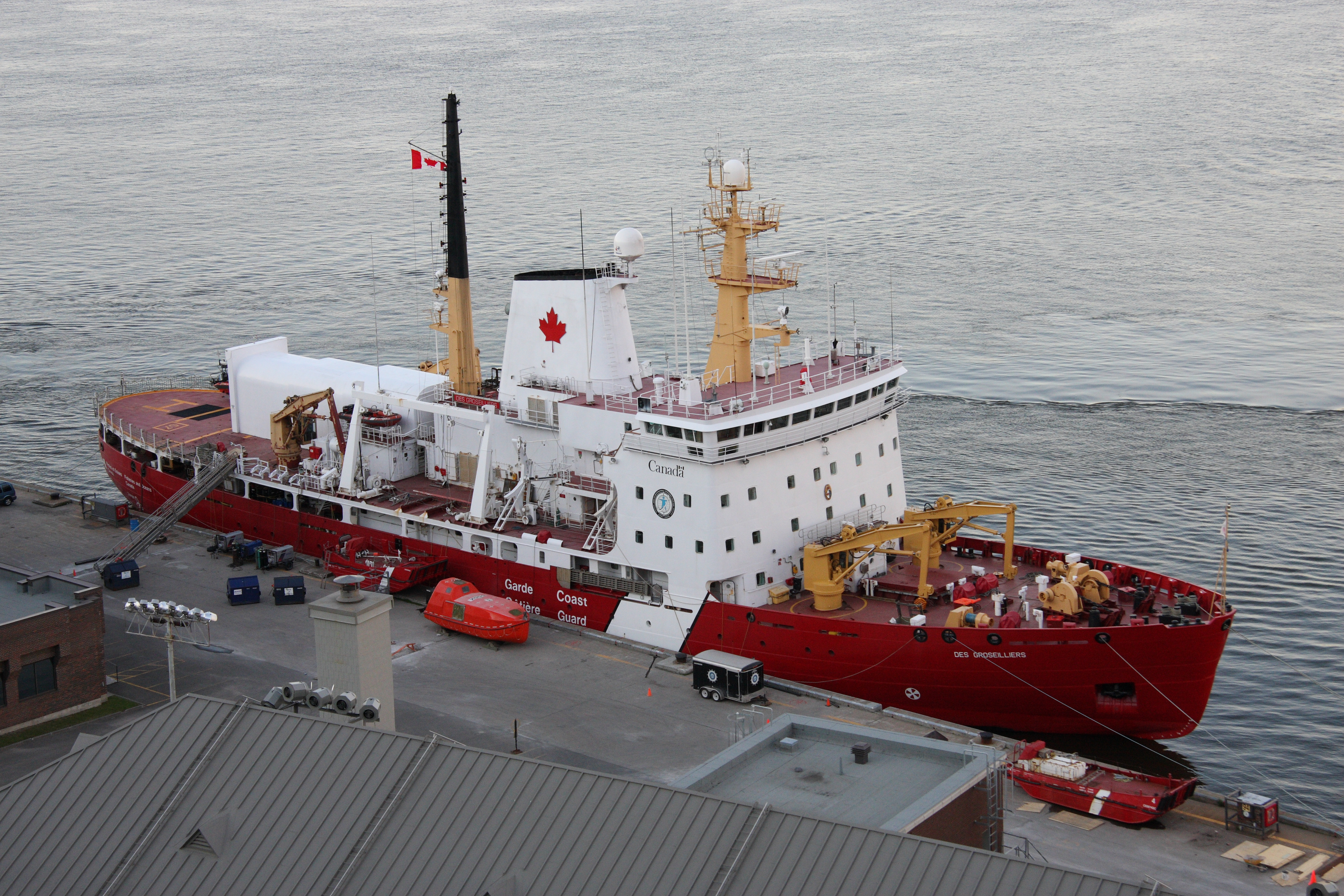
CCGS Des Groseilliers vid kaj i Québec.

  - CCGS Amundsen (forskningsfartyg sommartid)
  - CCGS Des Groseilliers
  - CCGS Henry Larsen
  - CCGS Pierre Radisson

- Lätta isbrytare
  - CCGS Ann Harvey
  - CCGS Edward Cornwallis
  - CCGS Georges R. Pearkes
  - CCGS Griffon
  - CCGS Martha L. Black
  - CCGS Sir Wilfrid Laurier
  - CCGS Sir William Alexander
  - CCGS Earl Grey
  - CCGS Samuel Risley
  - CCGS Tracy
  - CCGS Mamilossa (luftkuddefarkost)
  - CCGS Sipu Muin (dito)

I Kanada drivs isbrytningsverksamheten av den kanadensiska kustbevakningen.

### Norska isbrytare

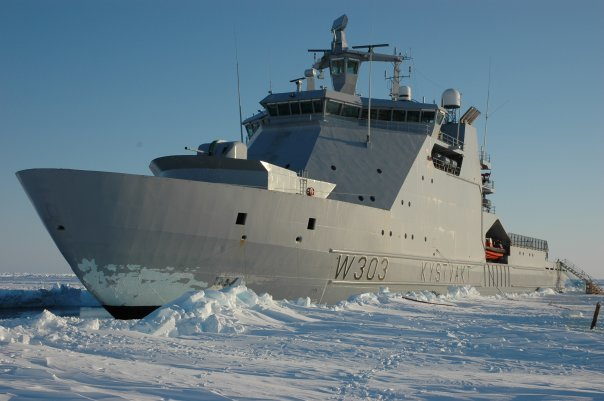
KV Svalbard

Större hav, som exempelvis Atlanten, fryser aldrig, varför Norge inte behöver någon isbrytarflotta på samma sätt som Sverige och Finland, men för att ha möjlighet att kunna bryta is har norska Kystvakten ett isbrytande fartyg: KV Svalbard, som också används som kustbevakning och militärt fartyg och har beväpning. Det håller mest till kring Finnmark fylke och Svalbard.

### Ryska isbrytare

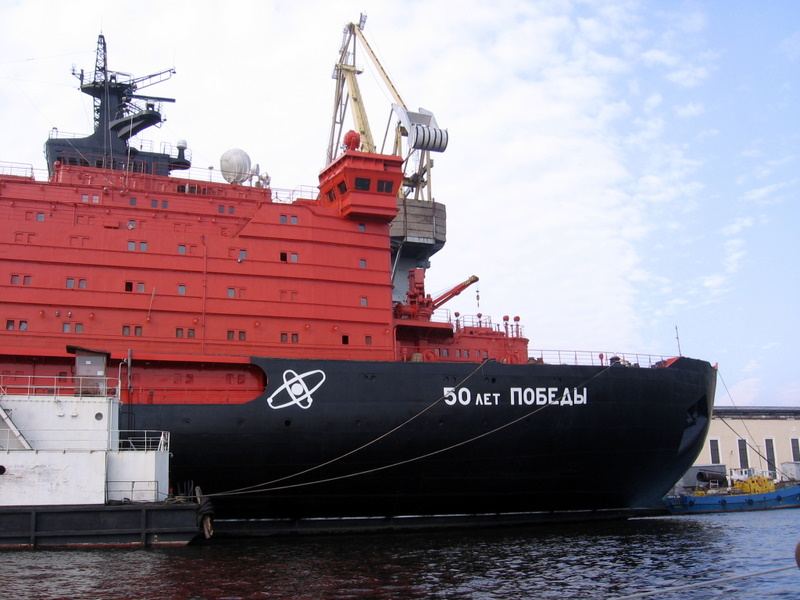
Ryska isbrytaren 50 Let Pobedy

Ryssland håller ett antal isbrytare i Finska viken för att upprätthålla sjöfarten där vintertid. Även i Norra ishavet har Ryssland flera kraftfulla isbrytare för att kunna forcera den djupa packisen.
- 50 Let Pobedy (ryska: 50 лет Победы, betyder ’50 år sedan segern’) heter världens största isbrytare. Den sjösattes 1993 i Sankt Petersburg under namnet NS Ural. Utrustning och trafiksättning fördröjdes till 2007 på grund av brist på pengar, nu under nytt namn. Hemmahamn är Murmansk.

- Isbrytaren Jermak, var på sin tid världens starkaste fartyg med sina 12 000 hästkrafter. Hon beställdes 1898 av den ryske viceamiralen Makarov för den ryska regeringens räkning och byggdes av Sir W. G. Armstrong, Whitworth och Co. Måtten var; 305 fot lång, 71 fot bred och 42 fot djup. Deplacementet var 8 000 ton. Jermak klarade mer än 20 fot tjock is.[2]

### Svenska isbrytare

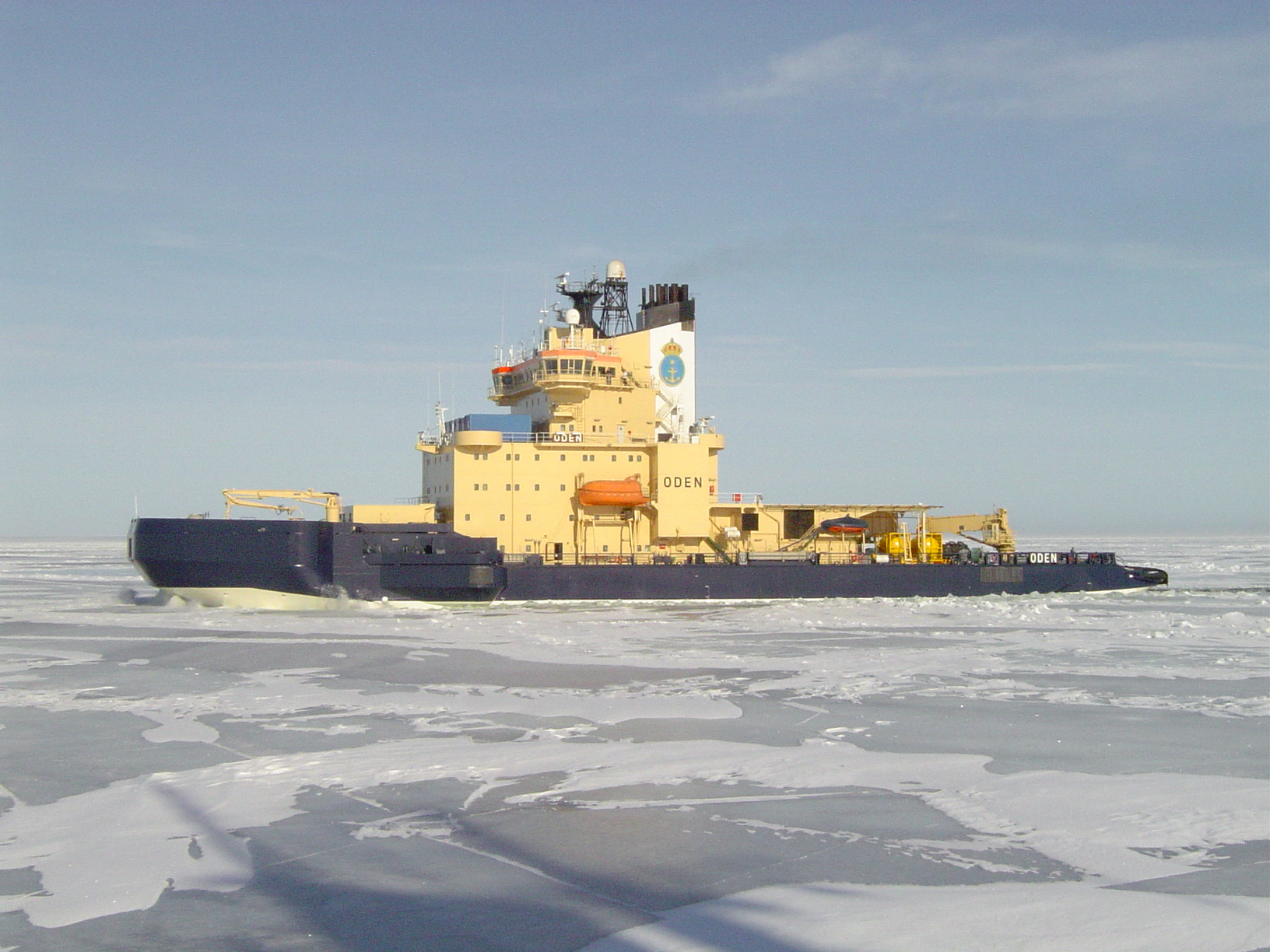
Oden, Sveriges största isbrytare.

Isbrytning i Sverige utförs runt Sveriges kuster för att göra det möjligt för handelsfartyg att använda de svenska hamnarna året runt. Normalt pågår isbrytarsäsongen från nyår till slutet av maj. År 2012 sköttes isbrytningen av tio isbrytare. Isbrytning har bedrivits i Sverige sedan slutet av 1800-talet, och sedan 1926 sköts den av staten.  Ansvaret för isbrytningen ligger hos Sjöfartsverket och verksamheten leds från isbrytarledningen i Norrköping. Bemanningen av isbrytarna sköttes tidigare av Marinen, men sedan år 2000 är besättningarna civila. Den totala kostnaden för den svenska isbrytningen ligger på drygt 200 miljoner kronor per år, och för att ekonomiskt effektivisera isbrytningen sker ett stort samarbete mellan samtliga Östersjöländers isbrytartjänster. År 2000 var det över 30 år sedan någon av de viktiga Bottenvikshamnarna varit tvungen att stänga på grund av isförhållandena.
I Sverige bedrivs isbrytningsverksamheten av Sjöfartsverket.

### Isbrytare i USA

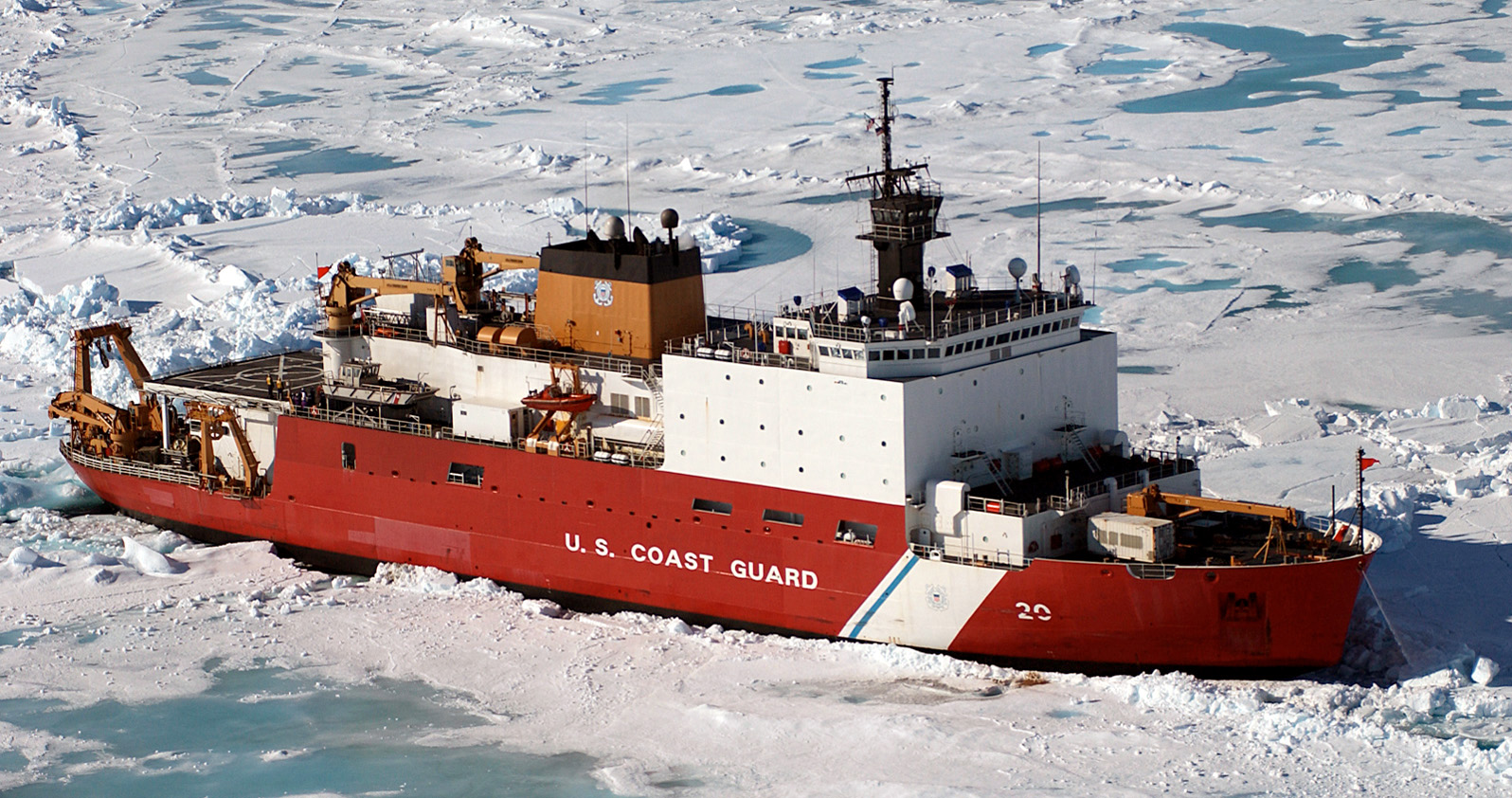
USCG Healy (WAGB-20) på ett vetenskapligt uppdrag norr om Barrow, Alaska.

I USA bedrivs isbrytarverksamheten av USA:s kustbevakning.
- - USCGC Polar Star (WAGB-10)
  - USCGC Polar Sea (WAGB-11)
  - USCGC Mobile Bay (WTGB 103)
  - USCGC Neah Bay (WTGB 105)
  - USCGC Morro Bay (WTGB 106)
  - USCGC Penobscot Bay (WTGB 107)
  - USCGC Sturgeon Bay (WTGB 109)
  - USCGC Thunder Bay (WTGB 108)